# Uherský Brod
Uherský Brod (německy Ungarisch Brod) je město v okrese Uherské Hradiště ve Zlínském kraji na Slovácku, 14 km jihovýchodně od Uherského Hradiště na řece Olšavě. Žije zde přibližně 16 tisíc obyvatel. Přemysl Otakar II. jej povýšil na královské město.

## Historie

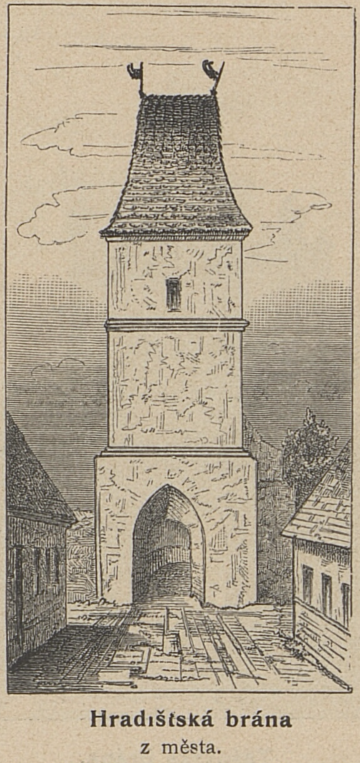
Nákres jedné z již zaniklých městských bran

### Středověk
První písemné zmínky o městě Uherský Brod pocházejí z roku 1048. Uvádí se jako osada Brod či Na brodě, neboť zde byl brod přes řeku Olšavu při hranicích tehdejší Lucké provincie. V roce 1272 král Přemysl Otakar II. povýšil Brod na královské město a udělil mu řadu výsad, čímž mu zajistil prosperitu. Během husitských válek bylo město opěrným bodem pro tažení do Horních Uher. Při česko uherských válkách nedaleko města 2. listopadu 1469 zvítězil Jindřich z Poděbrad, syn českého krále Jiřího z Poděbrad, nad vojsky Matyáše Korvína v tzv. bitvě u Uherského Brodu, a Korvín pak přes město prchal zpět do Uher.

### 16. století a třicetiletá válka
Dne 18. června 1506 král Vladislav Jagellonský daroval město Janovi z Kunovic, takže Brod přestal být královským městem. V 16. století zažil velký rozvoj, byla postavena radnice a Panský dům. Období rozkvětu skončilo na začátku 17. století, kdy na město začali útočit uherští rebelové během povstání Štěpána Bočkaje. Úpadek pokračoval i v době třicetileté války, při níž byl Brod značně poničen. Zkázu znamenalo i vyhnání protestantů, kteří tvořili většinu obyvatel.
Kostel Neposkvrněného Početí Panny Marie u bývalého kláštera dominikánů byl do nynější podoby přestavěn v letech 1636–1670. Zdejší černá madona – milostný obraz Panny Marie – je cílem mnoha poutníků, zejména o Růžencové pouti první říjnovou sobotu a neděli.
V letech 1678–1683, v rámci povstání Imricha Tökölyho, podnikali uherští kuruci vpády na Moravu, při kterých byl vypálen Uherský Brod.

### 18. a 19. století

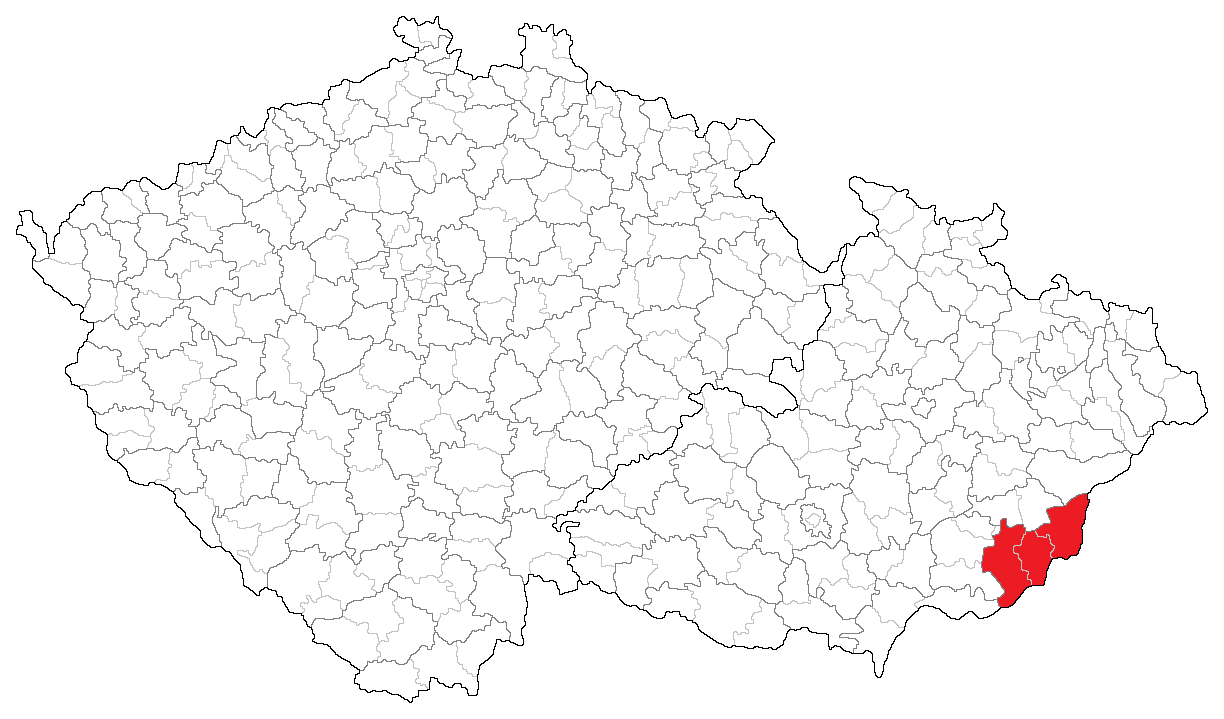
Mapa okresních hejtmanství v roce 1900 obsahuje samostatný okres Uherský Brod

Po válce se město zvolna obnovovalo. Mezi novými osídlenci byli i Němci a většinou německy mluvící Židé.
Němci byli v 18. století dominantní a ovládali městskou radu. České obyvatelstvo se začalo prosazovat v 19. století. Němci tvořili ve městě menšinu, byli však podporováni židovskou komunitou. Německé hospodaření bylo katastrofální a skončilo bankrotem.[zdroj?] V roce 1890 přešla samospráva do českých rukou. Začal se rozvíjet průmysl, v roce 1894 byl založen Pivovar Uherský Brod. Vznikaly i další firmy potravinářského a dřevozpracujícího průmyslu.
I když v samotném městě byla početná německá a židovská menšina, okolní venkov byl převážně český. V 19. století se město sociálně-ekonomicky dělilo na tři části – město (centrum), židovské město a předměstí. V centru žili převážně řemeslníci, obchodníci, úředníci – české i německé národnosti. Židovskou čtvrť obývali převážně občané židovského původu. Předměstí mělo český a výrazně zemědělský charakter. Kolem roku 1850 ve městě žilo 3 000 obyvatel.

### 20. století
Konec První světové války, zhroucení Rakousko-Uherska a přerod konstituční monarchie v parlamentní demokracii byly zásadní události také pro Uherský Brod.

#### Vznik Československé republiky
Vznik první republiky znamenal zásadní změnu, která se dotýkala všech společenských vrstev obyvatel města.
V prvních dnech samostatného státu je od 29. října 1918 ustanoven Revoluční národní výbor, v jehož čele stojí JUDr. Jan Renner. První poválečné obecní volby proběhly 15. června 1919. Čs. strana lidová vyhrála se ziskem 9 mandátů, druhá Čs. strana socialistická 7 a Čs národní demokracie 6 mandátů. Záhy je přijato městskou radou usnesení o sloučení dvou dosavadních politických obcí tvořených židovským městem a zbytkem původního křesťanského města.

#### Hospodářské poměry v meziválečném období
První pozemková reforma přinesla významnou možnost k rozšíření pozemkového majetku obce. Obyvatelé, včetně blízkého okolí, získali půdu k hospodaření. Bývalý kounicovský velkostatek byl však stále v majetku maďarského šlechtice hraběte Josefa Pálffyho. (2680 ha zemědělské půdy).
Uh. Brod byl regionálním centrem zemědělství, průmyslu, řemeslné výroby a obchodu. Značný význam měly početné trhy zvané Jarmarky a tradiční dobytčí trhy. Ve městě sídlila řada menších a středních průmyslových závodů. Např. Briefova továrna na ohýbaný nábytek, několik pil, Rolnický lihovar aj. Slibný ekonomický vývoj byl však přerušen celosvětovou hospodářskou krizí. Například čokoládovna Orion-Maršner začala propouštět už v roce 1929.
Při výběru lokality strategického vojenského závodu na jihovýchodní Moravě (související s nepříznivou situací v sousedním nacistickém Německu) – České zbrojovky, pobočného závodu ČZ Strakonice, a.s., sehrál velkou roli příslib rady města zajistit výkup více než 17 ha pozemků. Uplatnily se i vlivy místních rodáků, pozdějšího moravského zemského velitele gen. Vojtěcha Borise Luži a jeho bratra Bohuslava Luži, který zastával funkci starosty Uh. Brodu. Stavba započala 28. července 1936 a již v prosinci téhož roku se do budov nové zbrojovky začaly navážet výrobní stroje a materiál.

#### Sportovní, kulturní a společenský život v meziválečném období
Po faktickém ukončení činnosti předválečného spolku Občanská beseda (zal. 1869), má za nové republiky nejvýznamnější vliv Tělocvičná jednota Sokol (v roce 1925 otevřen sokolský stadion, 1931 Sokolovna). Dále Tělocvičná jednota Orel (1928 získává dům č.p. 124, pozdější tzv. Lidový dům, centrum katolického dění a v roce 1933 buduje nový orelský stadion (na kterém hraje dodnes místní fotbalový klub své soutěžní zápasy). Dále Klub československých turistů a množství dalších nesportovních spolků. Např. první kino (1922) v prostorách zvaných Zámek (pozdější kino Svět), ochotnické divadelní soubory Sokola a Orla, pěvecké sdružení sokolské (přímý předchůdce současného smíšeného pěveckého sboru Dvořák) a mnoho dalších spolkových činností.
Dvacet let trvání republiky znamená pro Uh. Brod nejen impuls v rozvoji průmyslu, zemědělství a obchodu, ale i rozvoj národního a kulturního dění, který je však přerušen příchodem německých vojsk v březnu 1939 a zavedením represivních opatření ze strany německých okupantů.

#### Období po druhé světové válce
V průběhu jednoho století se počet obyvatel zdvojnásobil na 6 000 v roce 1945, přestože v průběhu druhé světové války okupanti židovskou komunitu zlikvidovali. Přeživší židé se do města většinou již nevrátili a usadili se v zahraničí.
V roce 1951 vznikly Slovácké strojírny jako první velká firma na Uherskobrodsku v oblasti těžkého průmyslu. Do Slováckých strojíren byla později zavedena železniční vlečka ze železniční stanice Uherský Brod na Vlárské dráze.
Rozvoj těchto průmyslových oborů, ale i středně velkých podniků se výrazně projevil v nárůstu počtu obyvatel. V letech 1945–1990 se počet obyvatel ztrojnásobil a dosáhl počtu 18 000. Tento nárůst byl, kromě přirozeného přírůstku, způsoben stěhováním a částečně rovněž připojením Havřic, Maršova, Újezdce a Těšova k městu.
Růst počtu obyvatel znamenal i možnost kulturního rozvoje města. Vzniklo několik kulturních organizací a spolků. Již v roce 1951 byl založen folklórní soubor Olšava. U jeho zrodu stáli především zaměstnanci Slováckých strojíren. V roce 1960 byl zrušen okres Uherský Brod, což další rozvoj města zbrzdilo. Negativní vliv mělo rozdělení Československa 31. prosince 1992, neboť se Uherský Brod ocitl v pohraničí.

### 21. století
Dne 24. února 2015 v úterý od 12.30 hodin ozbrojený třiašedesátiletý místní obyvatel Zdeněk Kovář zastřelil osm osob a jednu z nich těžce zranil v restauraci Družba a muž poté následně po necelých dvou hodinách později od masakru při zásahu policejní zásahové jednotky spáchal sebevraždu.

## Vodní režim

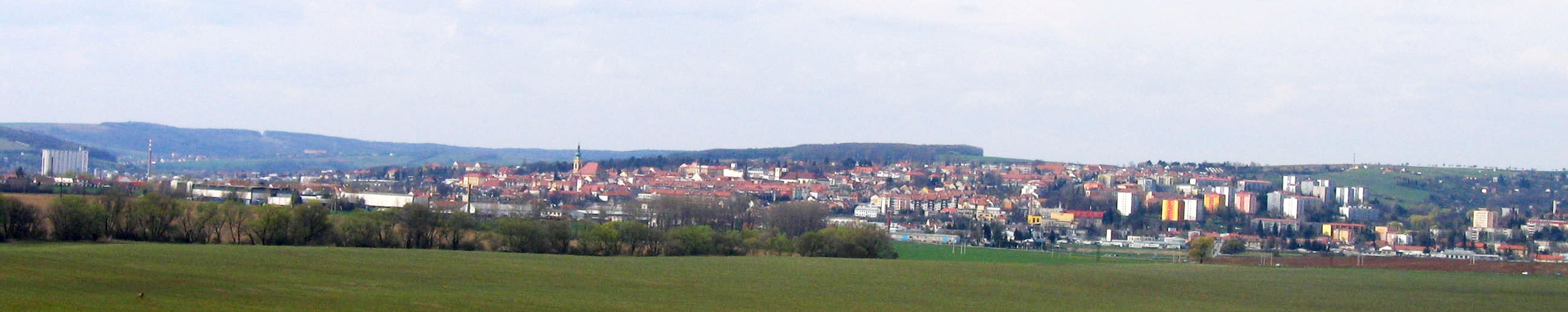
Uherský Brod od Králova

Řeka Olšava teče čtyřmi z pěti městských částí: nejprve Újezdcem, kde z pravé strany přibírá říčku zvanou Šťávnice, která sem míří z Luhačovic. Zprava pak z újezdských vinohradů přitéká potok Hořeňůšek, v Těšově pak zleva Bánovský potok. V Uherském Brodě následuje z pravé strany Vinohradský potok (z rybníka na sídlišti Pod Vinohrady), levostranné přítoky Korečnice (Nivnička), Mlýnský potok v části Bajovec a Černý potok. Jako poslední se do ní vlévá pravostranný Havřický potok, pojmenovaný právě podle této části města.

## Obyvatelstvo
Podle sčítání z roku 1930 zde v 1 099 domech bydlelo 5 936 obyvatel. K československé národnosti se hlásilo 5 445 obyvatel, k německé 42. Žilo zde 4 268 římských katolíků, 79 evangelíků, 998 příslušníků Církve československé husitské a 493 židů.
| Rok            | 1869  | 1880  | 1890  | 1900  | 1910  | 1921  | 1930  | 1950  | 1961   | 1970   | 1980   | 1991   | 2001   | 2011   |
| -------------- | ----- | ----- | ----- | ----- | ----- | ----- | ----- | ----- | ------ | ------ | ------ | ------ | ------ | ------ |
| Počet obyvatel | 5 855 | 6 492 | 6 935 | 7 399 | 8 014 | 8 384 | 8 821 | 9 856 | 12 565 | 14 406 | 17 459 | 17 721 | 17 592 | 16 758 |
| Počet domů     | 959   | 1055  | 1120  | 1221  | 1344  | 1452  | 1739  | 2076  | 2223   | 2334   | 2472   | 2744   | 2854   | 3017   |

Věková struktura obyvatel roku 2011
Rodinný stav obyvatel roku 2011
Vzdělání obyvatel roku 2011

## Části města
- Uherský Brod
- Havřice
- Maršov
- Těšov
- Újezdec

## Starostové
- 1850–1854 – Karel Hladník
- 1854–1861 – Antonín Schönweitz
- 1861–1870 – Matěj Pecháček (MNS)
- 1870–1890 – Ludvík Brix (DVP)
- 1890–1893 – Matěj Pecháček (MNS)
- 1893–1897 – Bedřich Weber (MNS)
- 1897–1900 – Ignác Seichert (LSM)
- 1900–1905 – Bedřich Weber (KSNM)
- 1905–1919 – Hubert Herold (KSNM)
- 1919–1928 – Jan Renner (ČsND)
- 1928–1932 – Jaroslav Lužný (ČŽOSS)
- 1932–1939 – Bohuslav Luža (ČSNS)
- 1939–1941 – Jaroslav Hlobil (NS)
- 1941–1944 – Vladimír Havránek (NS)
- 1944–1945 – Karel Zobek (vl. komisař) (NS)
- 1945 – Vincenc Jelínek (KSČ)
- 1945–1946 – Dominik Zůbek (KSČ)
- 1946–1948 – Cyril Kramář (ČSL)
- 1948–1949 – Jaroslav Kubíček (KSČ)
- 1949–1952 – Václav Sláma (KSČ)
- 1952–1954 – Vladimír Křenek (KSČ)
- 1954–1960 – František Bernas (KSČ)
- 1960–1964 – František Černý (KSČ)
- 1964–1971 – Josef Zdráhal (KSČ)
- 1971–1981 – Antonín Pavlacký (KSČ)
- 1981–1984 – Jindřich Rožnovský (KSČ)
- 1984–1989 – Josef Popelka (KSČ)
- 1989–1990 – Josef Krivda (KSČ)
- 1990–1998 – Jiří Veselý (KDU-ČSL)
- 1998–2010 – Ladislav Kryštof (ČSSD)
- 2010–2018 – Patrik Kunčar (KDU-ČSL)
- 2018–2022 – Ferdinand Kubáník (KDU-ČSL)
- 2022–2024 – Miroslava Poláková (NZRM)
- od 2024 – Ferdinand Kubáník (KDU-ČSL)

## Hospodářství
Průmysl ve městě i okolí prezentují především firmy Česká zbrojovka Uherský Brod a Slovácké strojírny. V letech 1894–2020 ve městě fungoval Pivovar Uherský Brod (po uzavření závodu byla výroba piva přesunuta do městysu Černá Hora na Blanensku). V potravinářském průmyslu je kromě pivovaru zastoupena firma Raciola Uherský Brod, s.r.o, která zpracovává drůbež. Mezi další firmy patří Kastek komponenty (výroba obuvnických komponentů), Niveko s.r.o. (výroba bazénů), Pemix, s.r.o. (výroba pružin), AZUB bike s.r.o. (výroba lehokol a tříkolek), SuJuk, spol. s r.o. (výroba plastových dílů do nábytku) a řada dalších menších firem.

## Školství, kultura a sport
Město zřizuje osm škol mateřských (Mariánské náměstí, Obchodní, Olšava, Prim. Hájka, Svatopluka Čecha, Havřice, Těšov, Újezdec) a pět základních (Mariánské náměstí, Pod Vinohrady, Havřice, Na Výsluní a Újezdec). Nacházejí se zde tři střední školy – Gymnázium J. A. Komenského, Střední průmyslová škola a Obchodní akademie Uherský Brod – a Střední odborné učiliště Uherský Brod.
Z kulturních institucí jsou zde zastoupeny Muzeum Jana Amose Komenského, Knihovna Františka Kožíka, Dům kultury Uherský Brod, Hvězdárna Uherský Brod a Kino Máj.
Město provozuje akvapark Delfín, dále zde stojí Atletický stadion Lapač, Orelský stadion, Sportovní hala TJ SPARTAK Uherský Brod, venkovní koupaliště, zimní stadion a Sportovní střelnice „Maršov“.
Nejpopulárnějším sportem v Uherském Brodě je fotbal. V městě jsou kluby ČSK Uherský Brod, TJ Tatran Havřice, TJ Sokol Újezdec-Těšov a FC Orel Uherský Brod (pouze mládežnická družstva). Nejúspěšnějším z nich je nejstarší fotbalový klub na Moravě ČSK Uherský Brod, založen v roce 1893, hraje 3. nejvyšší tuzemskou fotbalovou soutěž MSFL. Mezi největší sportovní úspěchy patří účast v 2. celostátní lize v sezóně 1994/1995. V té době klub významně podporovala Česká Zbrojovka v čele s ředitelem Martinem Dudou. O fotbal v té době jevila většina obyvatel města velký zájem, domácí návštěvnost nešla pod 1500 platících diváků a zřídka kdy pod 2000. Největší návštěvnost v té době byla při okresním derby s FC T.I.C Uherské Hradiště rekordních 7000 diváků. Zápas skončil vítězstvím 3:2 pro ČSK ČZ Uherský Brod. Právě Uherské Hradiště se stalo vítězem 2. celostátní ligy. Uherský Brod nešťastně z 15. místa se ztrátou 1 bodu ze soutěže sestoupil.

## Pamětihodnosti
- Kostel Neposkvrněného Početí Panny Marie je farní kostel postavený v letech 1717–1733 podle návrhu italského architekta Domenica Martinelliho. 60 metrů vysoká věž byla přistavěna v letech 1879–1881 architektem Gustavem Merettou.Na věži visí čtyři zvony, dva z druhé poloviny 17. století a dva z roku 1972.
- Kostel Nanebevzetí Panny Marie je bývalý klášterní kostel dominikánů a byl vybudován patrně na přelomu 13. a 14. století. V roce 1421 jej i s klášterem vypálili husité a byl obnoven po návratu dominikánů v roce 1435. Po roce 1546 kostel s klášterem využívali protestanti, po opětovném návratu dominikánů byl roku 1634 vypálen Švédy. Velkou přestavbou prošel v letech 1656–1673 za hraběnky Eleonory z Kounic, rozené z Dietrichštejna. V kostele se nachází obraz černé Madony, kopie ikony Panny Marie Čenstochovské. Součástí kostel jsou čtyři zvony, větší o váze 2000 kg z roku 1651, dva z roku 1993 od zvonařské dílny Dytrychů z Brodku u Přerova a malý zvon umíráček z roku 1653
- Kostel Mistra Jana Husa, původně farní kostel sv. Jana Křtitele, je nejstarší sakrální stavbou ve městě. K původně gotickému kostelu byla přistavěna renesanční věž a v 17. století byl barokně přestavěn. V roce 1733 se farním kostelem stal kostel Neposkvrněného Početí Panny Marie. Za josefínských reforem byl v roce 1784 odsvěcen a přeměněn na skladiště. Roku 1898 byl využíván jako muzeum a v roce 1920 přešel do rukou Církve československé husitské.
- Mariánský sloup na Mariánském náměstí patrně z roku 1692
- Panský dům z roku 1512
- Muzeum Jana Amose Komenského
- Radnice – původně gotický dům daroval městu roku 1702 Dominik Ondřej z Kounic. Na vrcholu radniční věže je socha Spravedlnost z roku 1715. Pod věžními hodinami je socha Černého Janka z roku 1723.

### Další stavby
- Kozákův mlýn

## Osobnosti

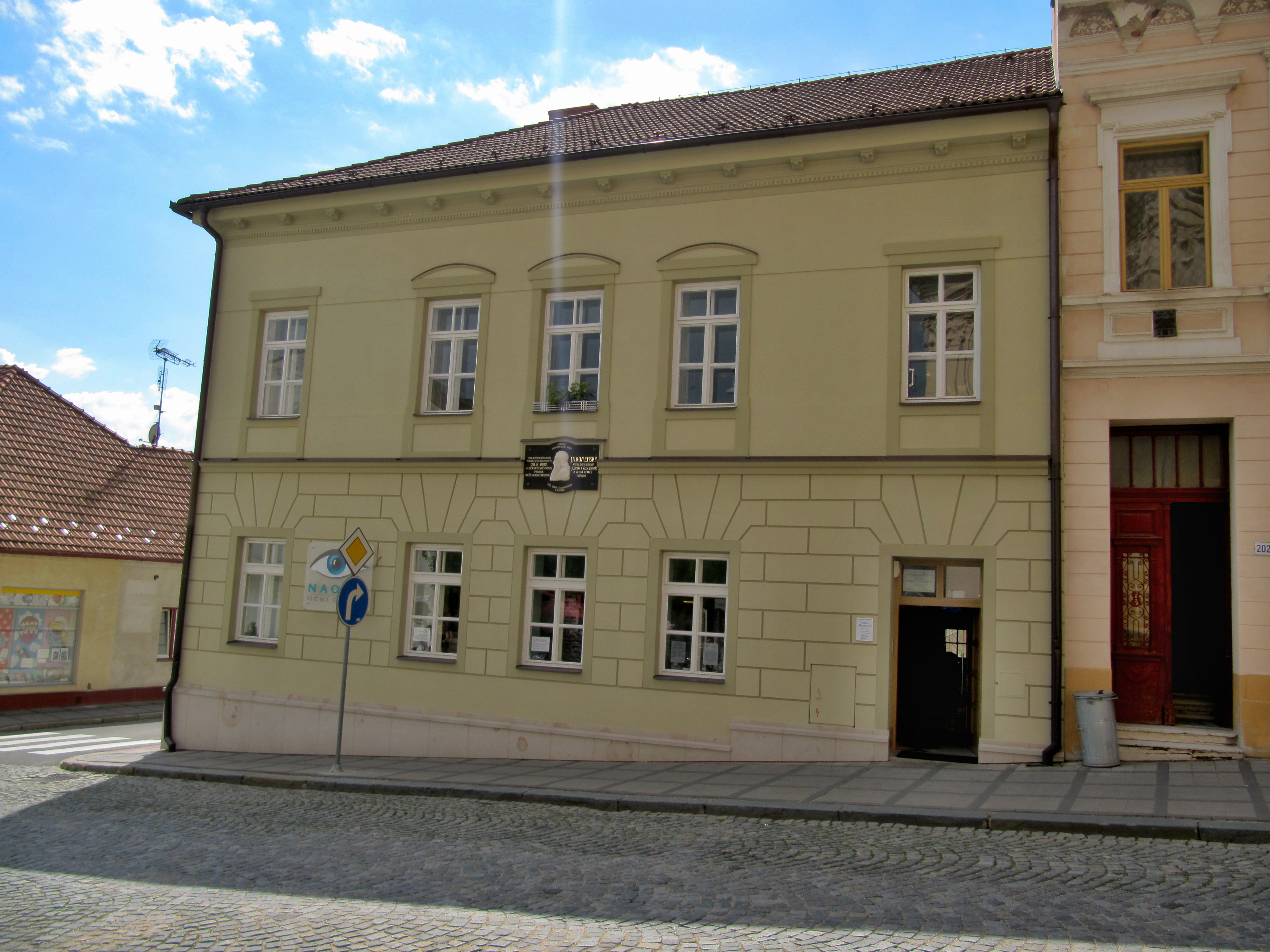
Možné rodiště Komenského v Uherském Brodě

- Vladimír Babula (1919–1966), spisovatel
- Vlastimil Babula (* 1973), mezinárodní šachový velmistr
- Ladislav Boháč (1907–1978), herec, režisér, divadelník
- Reginald Dacík (1907–1988), teolog
- Ivan Haluzický (1913–1965), důstojník slovenského a československého letectva
- Josef Herčík (1922–1999), grafik, rytec
- Jan Amos Komenský (1592–1670), filosof, pedagog, biskup. Uherský Brod je jedno ze tří možných Komenského rodišť (další možná rodiště jsou nedaleké Nivnice a Komňa). Každopádně zde ale prožil své dětství. V Uherském Brodě je muzeum a gymnázium nesoucí jeho jméno. Na Masarykově náměstí se od roku 1992 nachází jemu věnovaný pomník Obelisk Via Lucis od světoznámého sochaře Ivana Theimera.
- František Kožík (1909–1997), spisovatel, esperantista
- Zuzana Kultánová (* 1986), spisovatelka
- Vojtěch Luža (1891–1944), generál, legionář
- Karel Pavlištík (1931–2018), etnograf, folklorista
- Aneta Savarová (* 1986), moderátorka a novinářka
- Ignác Seichert (1847–1909), lékárník a politik, starosta Uherského Brodu, poslanec Říšské rady
- Zdeňka Švabíková (1912–1994), herečka, manželka Františka Kožíka
- Martin Johann Wikosch (1754–1826), historik, profesor, rektor

## Partnerská města
- Gierałtowice, Polsko
- Naarden, Nizozemsko (kde je pohřben J. A. Komenský)
- Nové Mesto nad Váhom, Slovensko
- Ourém, Portugalsko

## Galerie

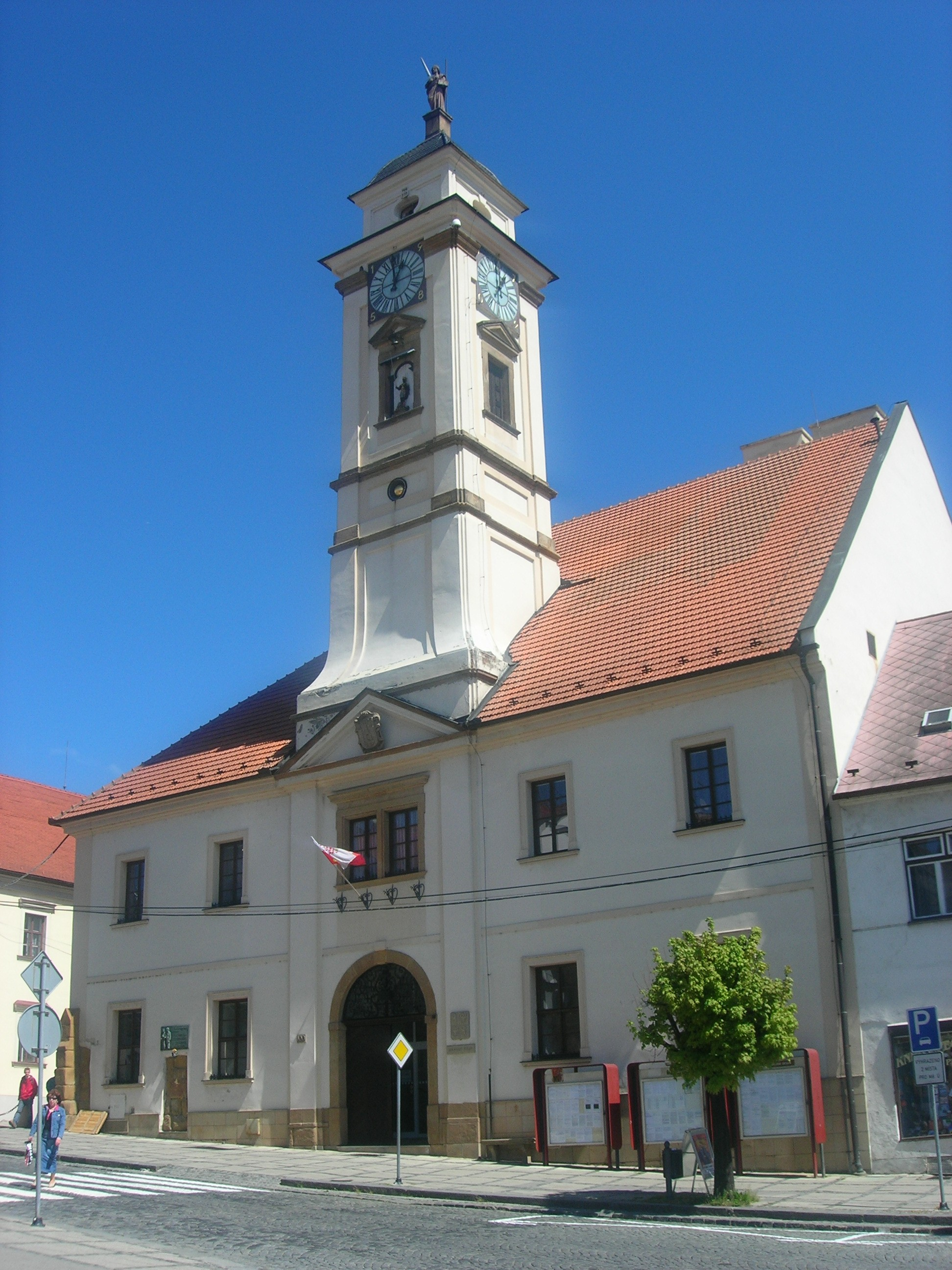
Radnice
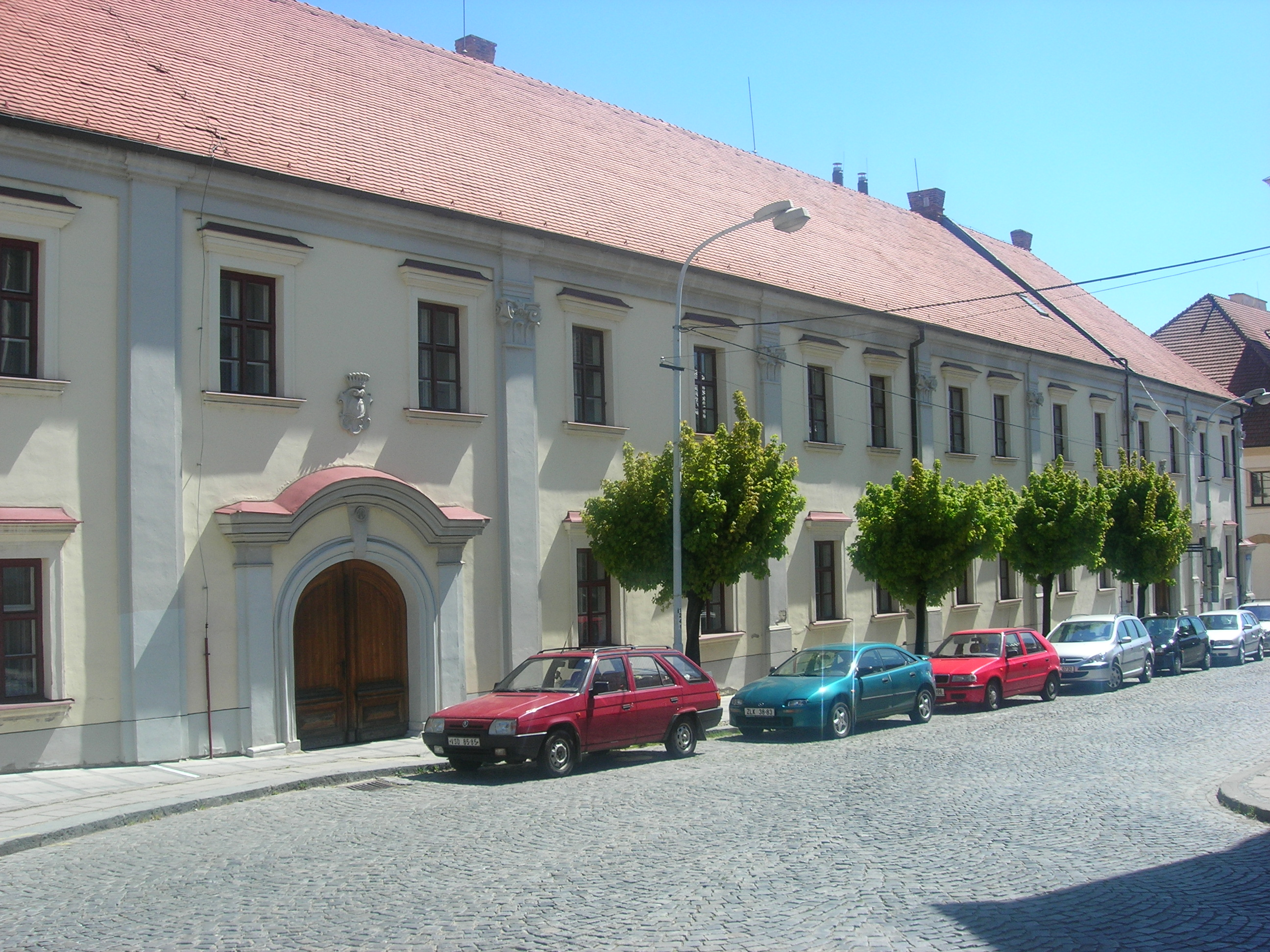
Panský dům
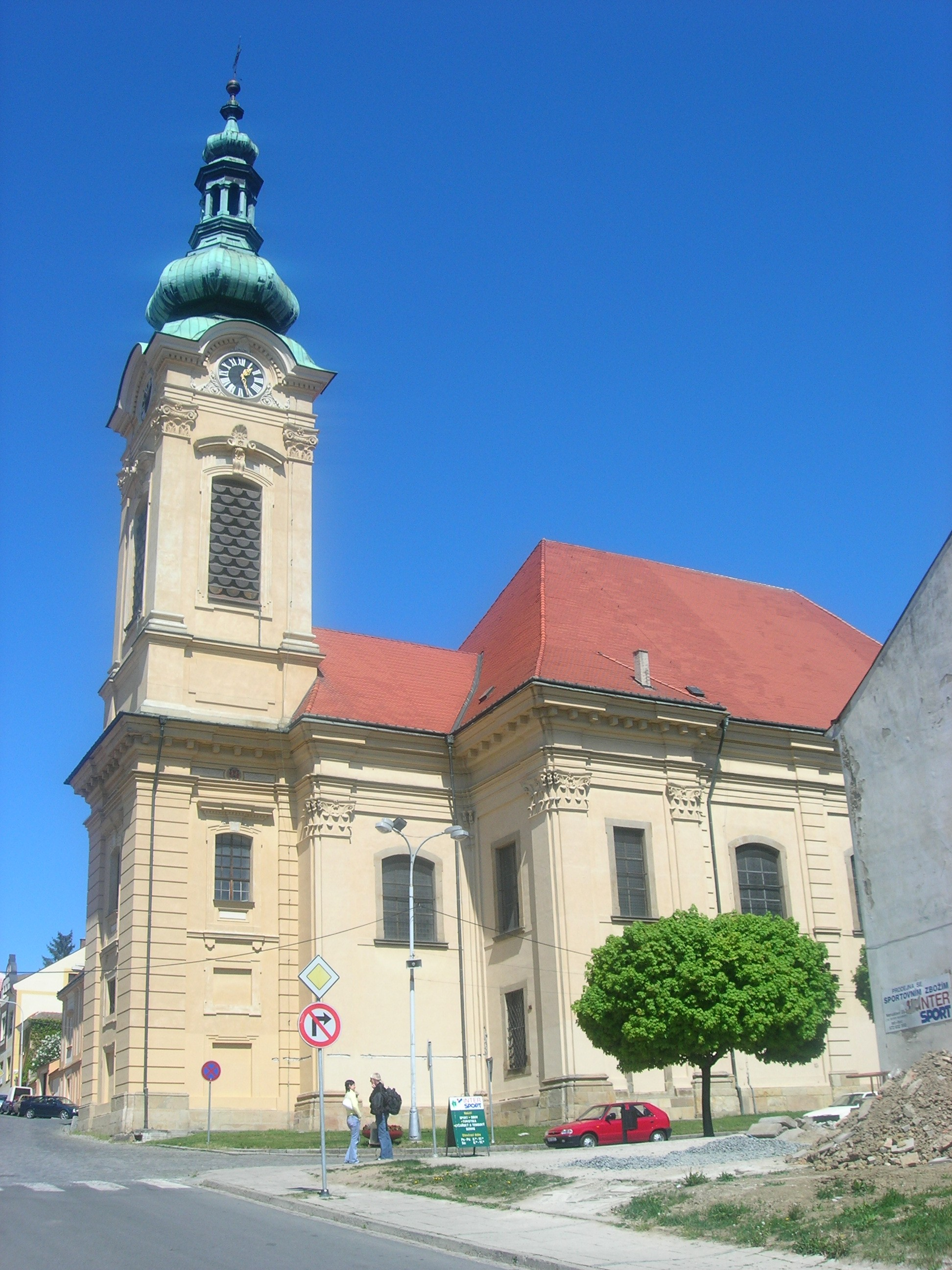
Kostel Neposkvrněného Početí Panny Marie
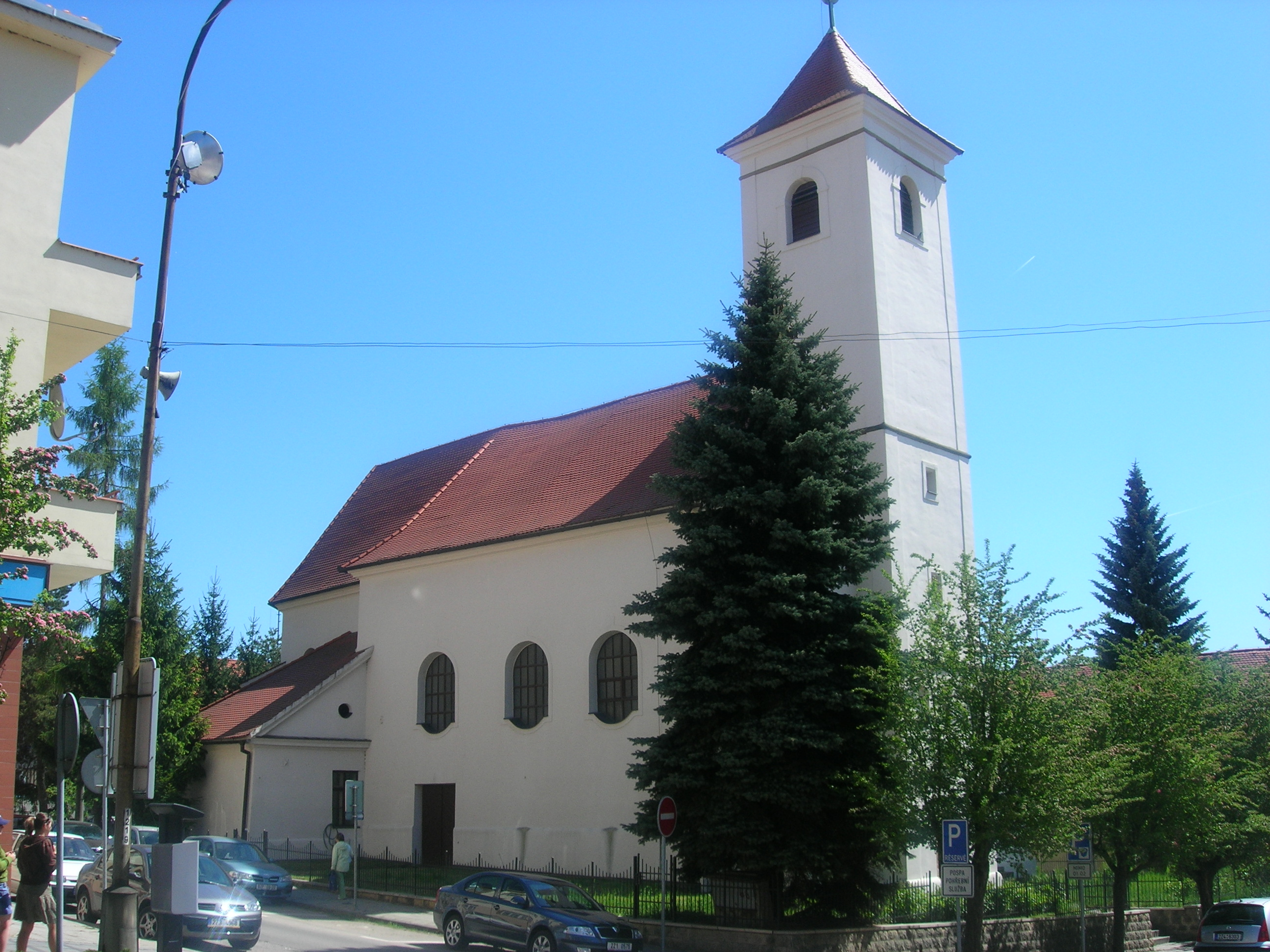
Kostel Mistra Jana Husa
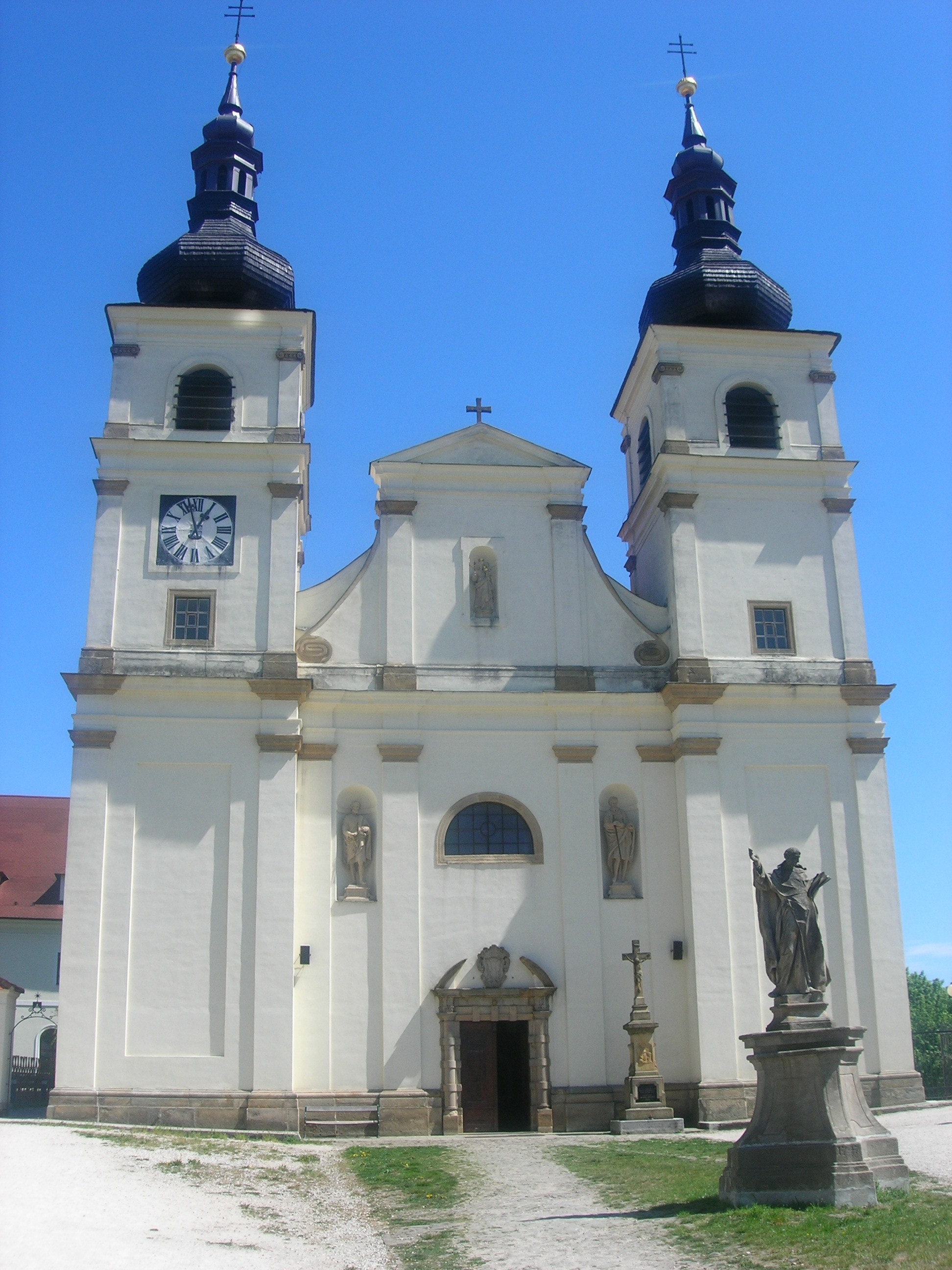
Dominikánský klášter
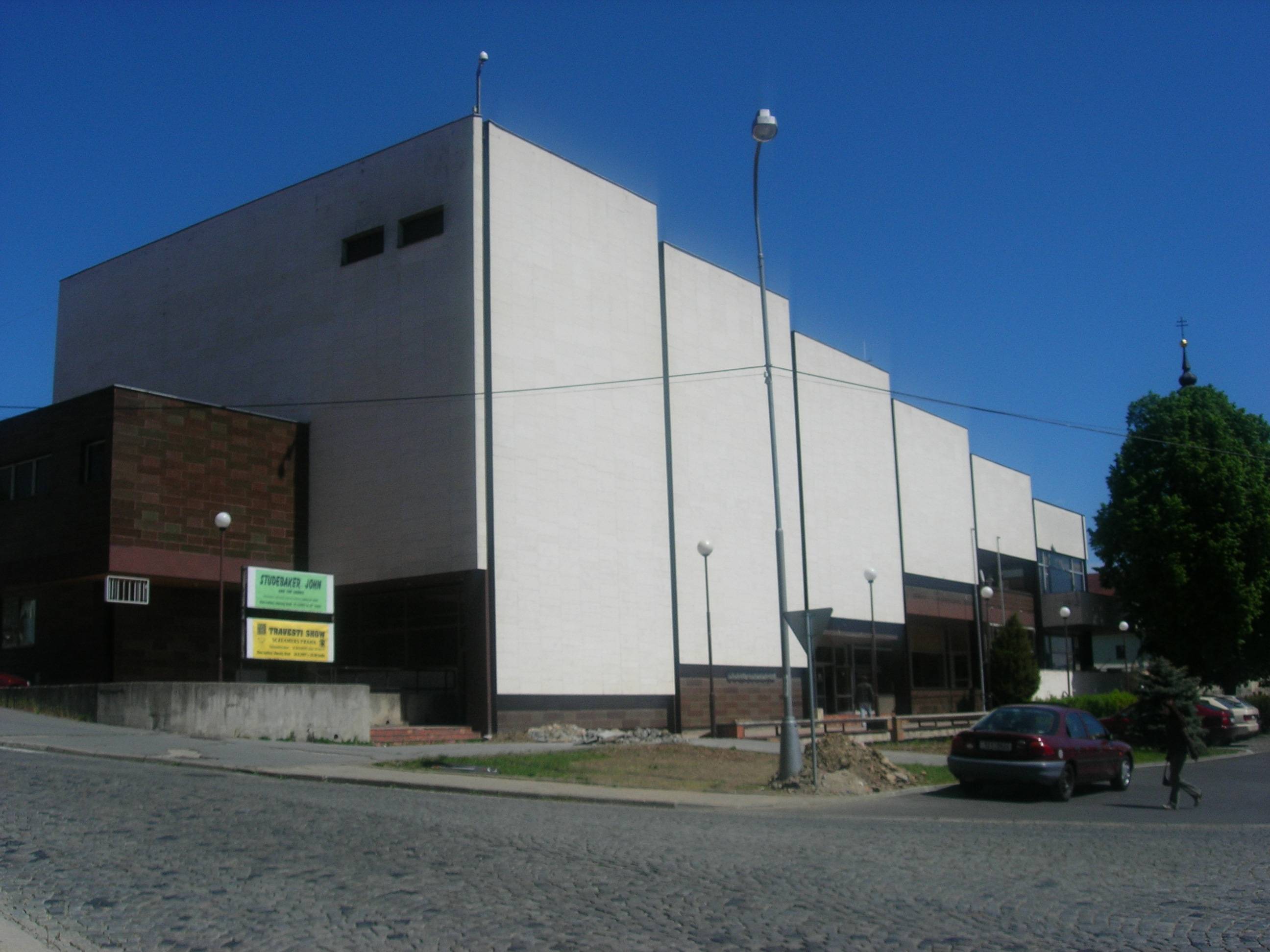
Dům kultury
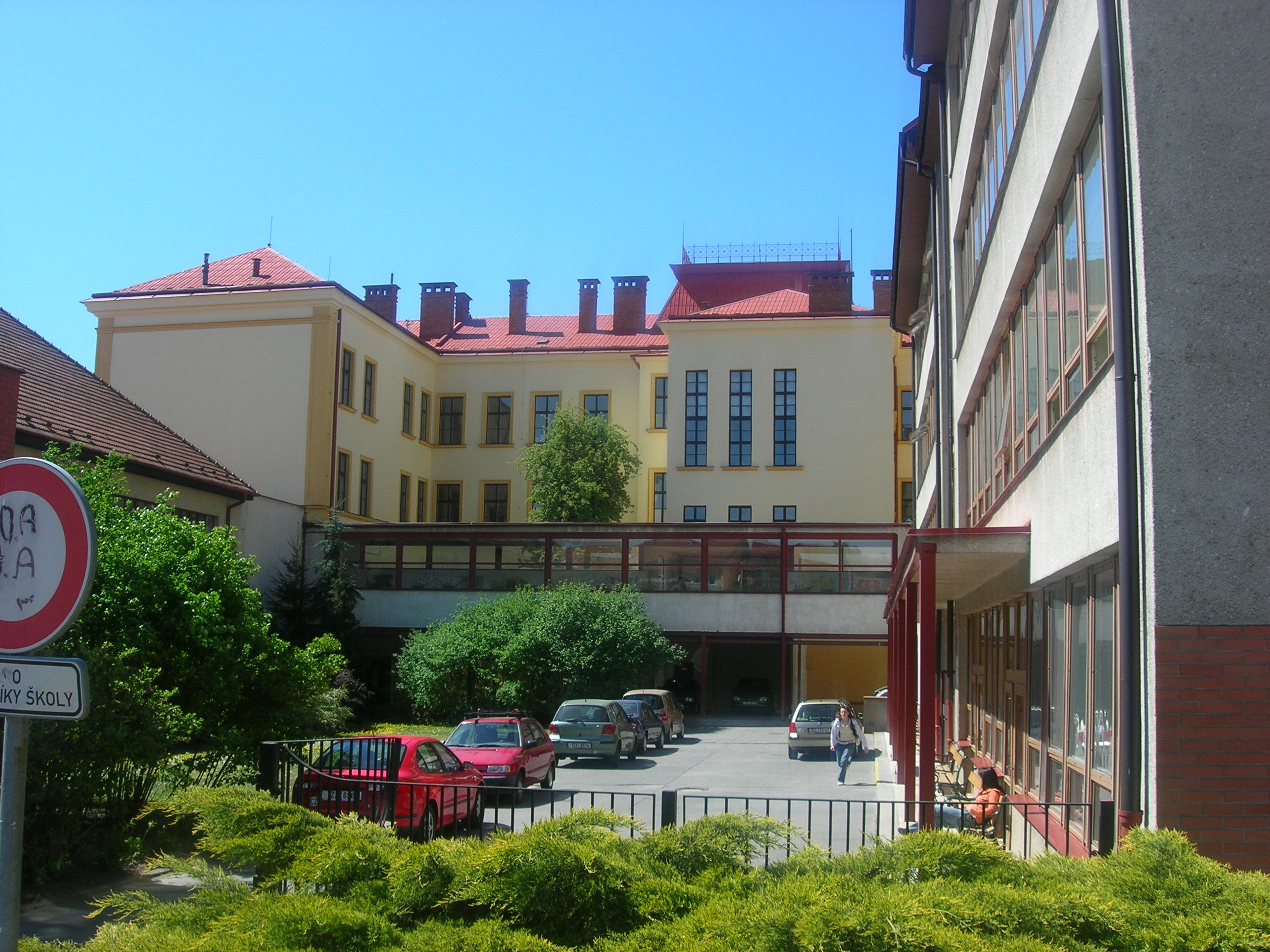
Gymnázium J. A. Komenského
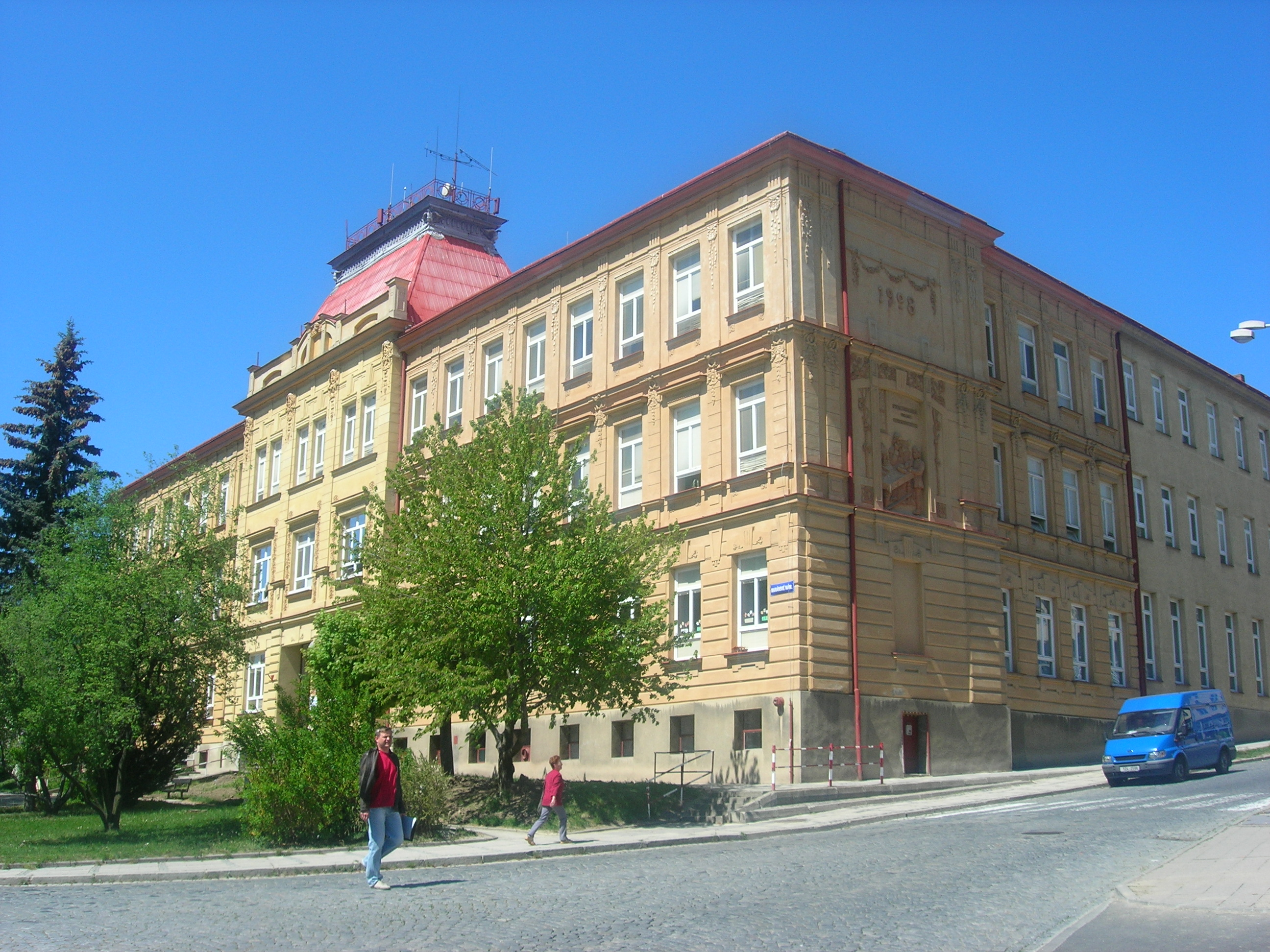
Základní škola Uherský Brod, Mariánské náměstí 41
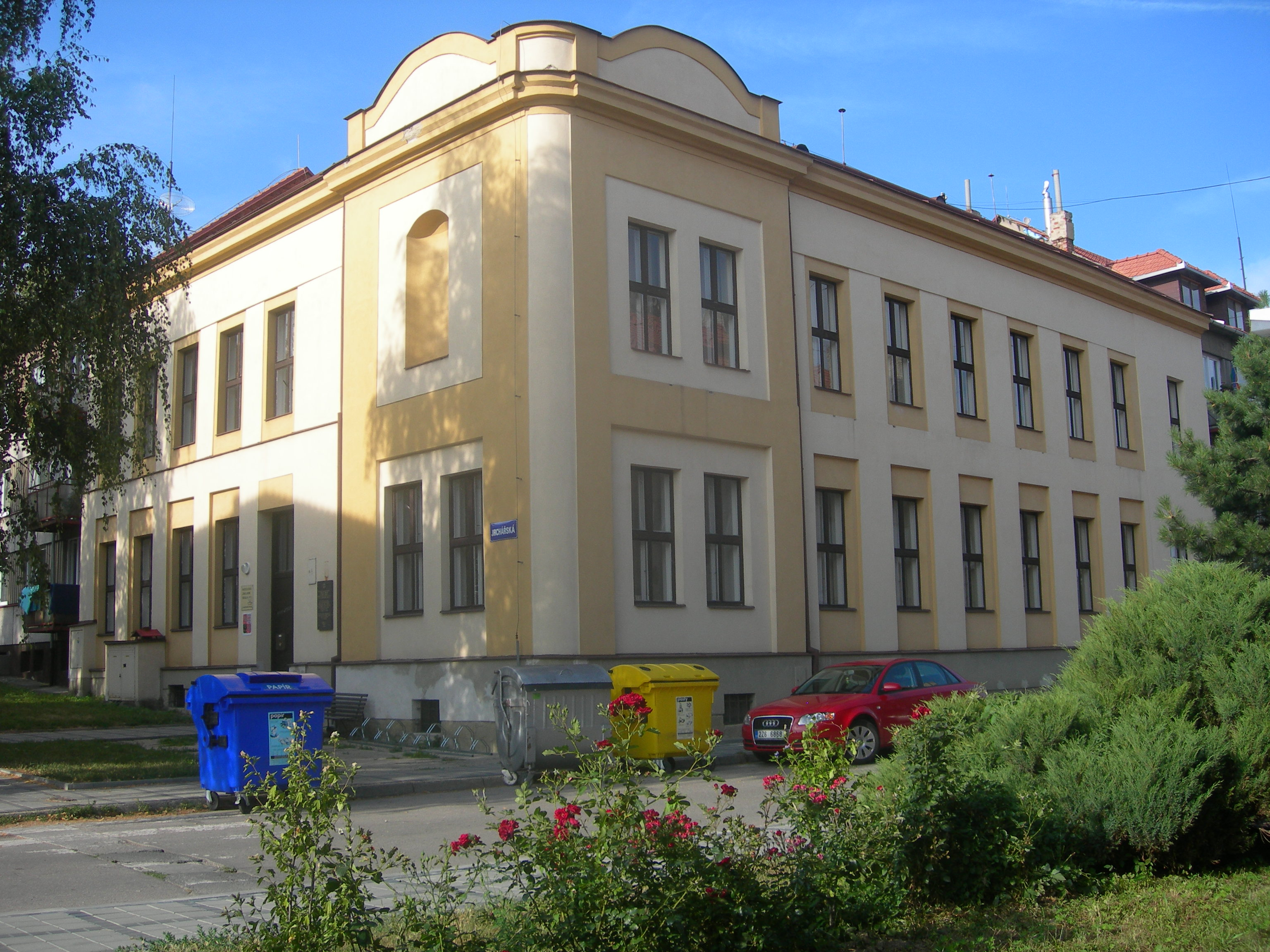
Jedna z nemnoha zachovaných budov bývalé židovské zástavby – škola
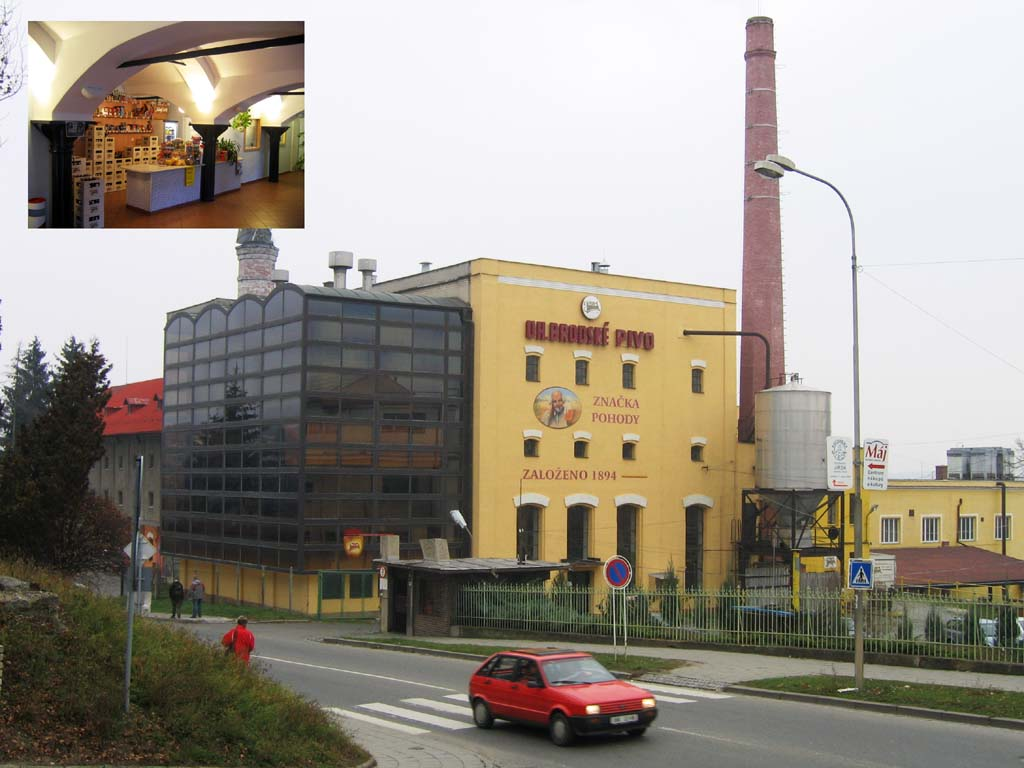
Pivovar Uherský Brod
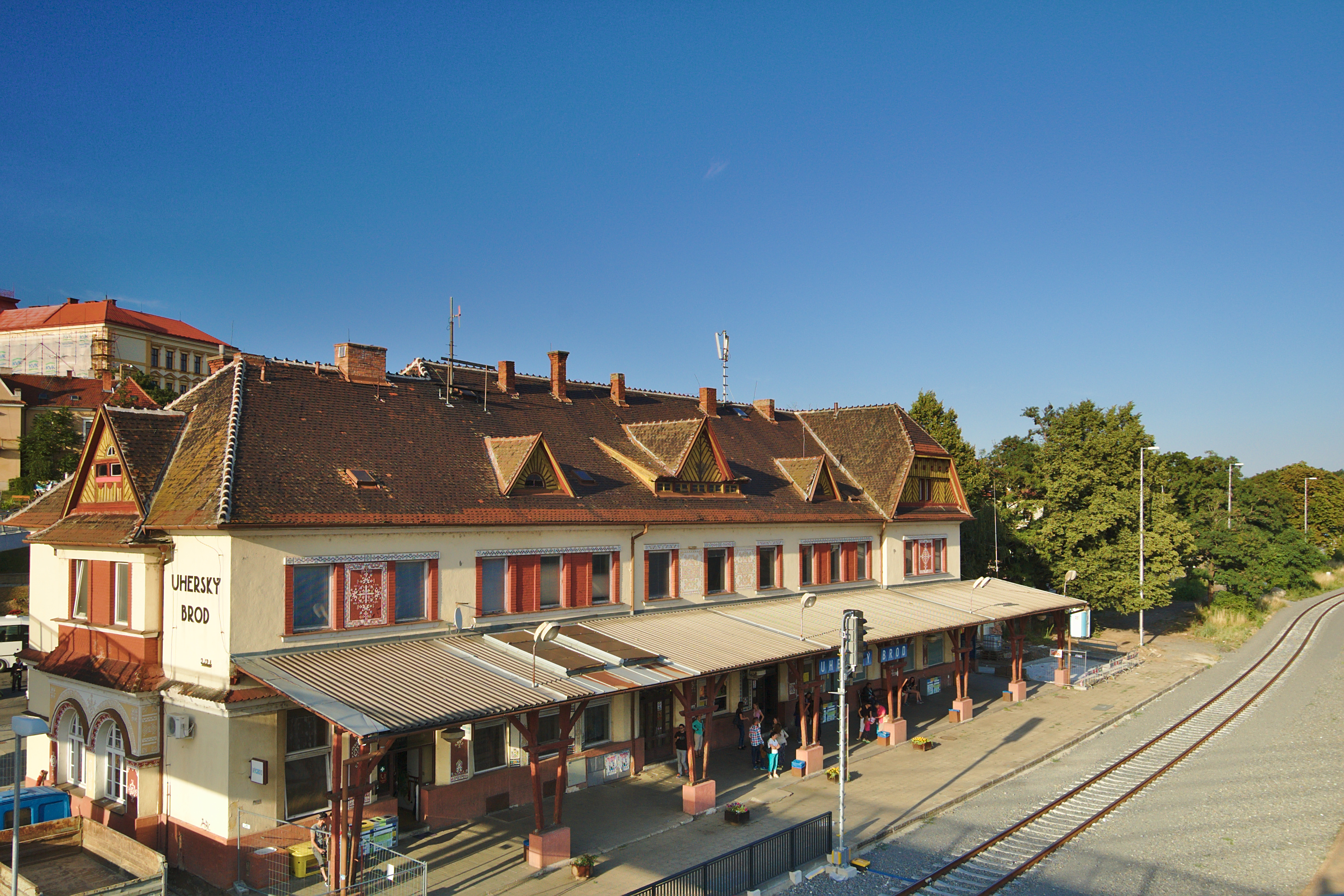
Železniční stanice Uherský Brod na Vlárské dráze